# Scopula sanguinisecta
Scopula sanguinisecta är en fjärilsart som beskrevs av W. Warren 1897. Scopula sanguinisecta ingår i släktet Scopula och familjen mätare. Inga underarter finns listade.